# تینگ (خانواده آدامز)
ثینگ تی. ثینگ (انگلیسی: Thing T. Thing) که معمولاً به اختصار ثینگ (Thing) نامیده می‌شود، یک شخصیت خیالی در خانواده آدامز است. اعضای خانواده آدامز او را ثینگ صدا می‌زنند، زیرا در اصل موجودی ناشناخته و نامشخص در کارتون‌های اولیه بود. از زمان تولید نخستین مجموعه تلویزیونی لایواکشن، این شخصیت به صورت یک دست جدا از بدن نمایش داده شد. نام این شخصیت در کشورهای مختلف متفاوت است: در برزیل «Mãozinha» (به معنی «دست کوچولو»)، در اسپانیا «Cosa» (به معنی «چیز»)، در آمریکای اسپانیایی‌زبان «Dedos» (به معنی «انگشت‌ها»)، در ایتالیا «Mano» (به معنی «دست»)، در کشورهای فرانسوی‌زبان «La Chose» (به معنی «چیز»)، در آلمان «eiskaltes Händchen» (به معنی «دست کوچک یخ‌زده»)، در لهستان «Rączka» (به معنی «دست کوچک») و در مجارستان «Izé» (به معنی «چیزه» یا «فلان چیز») نامیده می‌شود.

## حضورها

### در رسانه‌هایخانواده آدامز
«تینگ اغلب دیده می‌شود که از میان نرده‌های بالکنِ مشرف به اتاق نشیمن، خانواده را تماشا می‌کند. ما دقیقاً نمی‌دانیم او کیست یا چیست، اما به هر حال، او روحی خوش‌طبع دارد — دست‌کم همیشه با لبخند ظاهر می‌شود و گاهی ممکن است ناله‌ای آرام سر دهد.»— چارلز آدامز
تینگ ساختهٔ چارلز آدامز بود؛ هنرمندی که از دههٔ ۱۹۳۰ کاریکاتورهای خانواده آدامز را در مجلهٔ نیویورکر منتشر می‌کرد. نخستین حضور تینگ در کتاب آدامز با نام خانه‌نشین‌ها (۱۹۵۴) بود. به گفتهٔ فیل هور، آدامز ایدهٔ خود را از ترانهٔ طنز سال ۱۹۵۰ فیل هریس به نام «چیز» (The Thing) گرفت. در یکی از کارتون‌های آدامز، موجودی مرموز معرفی شد که فقط با عنوان «تینگ» شناخته می‌شد و گفته می‌شد که دیدنش برای چشم انسان بیش از حد وحشتناک است. برخلاف اقتباس‌ها، نسخهٔ کارتونی تینگ در واقع انسانی با منشأ نامعلوم بود که خانهٔ آدامزها را از پشت درهای نیمه‌باز، میان نرده‌ها، از گوشه‌ها و حتی از زیر طاقچهٔ پنجره‌ها تماشا می‌کرد و چهره و دستانش برای خواننده آشکار بود.
مجموعه تلویزیونی سال ۱۹۶۴ نقش تینگ را نسبت به کارتون‌ها به‌طور قابل توجهی گسترش داد. در این نسخه، تینگ به‌عنوان یک ساعد جداشده بازتصویرسازی شد، چون گاهی تا نزدیکی آرنج از جعبه‌اش بیرون می‌آمد. نقش او معمولاً توسط تد کسیدی ایفا می‌شد که بازیگر پیشخدمت عبوس به نام لورچ نیز بود. این دو شخصیت گاهی در یک صحنه با هم دیده می‌شدند (که در این صورت نقش تینگ را یکی از اعضای گروه، به ویژه دستیار کارگردان جک وُگلین بازی می‌کرد). تینگ معمولاً از جعبه‌هایی که در هر اتاق عمارت آدامز و حتی در صندوق پستی بیرون خانه قرار داشتند، ظاهر می‌شد. او گاهی از پشت پرده، داخل گلدان، از گاوصندوق دیواری خانواده یا مکان‌های دیگر نیز بیرون می‌آمد.
از آن‌جا که قد تد کسیدی ۶ فوت ۹ اینچ (۲٫۰۶ متر) بود، استفاده از او برای ایفای نقش تینگ باعث ایجاد دشواری‌های فنی زیادی در صحنهٔ فیلم‌برداری خانواده آدامز می‌شد. در بسیاری از صحنه‌ها، او روی پشت خود درون یک سکوی چرخ‌دار، پایین‌تر از خط دید دوربین‌ها، دراز می‌کشید و دستش را از زیر جعبه به بیرون می‌آورد. تینگ معمولاً با دست راست اجرا می‌شد، اما کسیدی گاهی عمداً با دست چپ او را بازی می‌کرد تا ببیند آیا کسی متوجه این تغییر می‌شود یا نه. در پایان هر قسمت، در تیتراژ، نقش تینگ با عنوان «خودش» (Itself) معرفی می‌شد.
در فیلم‌های متأخر، با پیشرفت جلوه‌های ویژه، تینگ (با اجرای دست کریستوفر هارت) قادر است بیرون بیاید و روی نوک انگشتانش، شبیه به یک عنکبوت، حرکت کند. در فیلم ارزش‌های خانواده آدامز (۱۹۹۳) نشان داده می‌شود که تینگ برای نجات عمو فستر، با خودرو به سمت دبی می‌رود و به او برخورد می‌کند. پس از آن، فستر سوار خودرو می‌شود و تینگ آن‌ها را—هرچند با رانندگی نامنظم و ترسناک برای فستر—به عمارت خانواده آدامز می‌برد. این ویژگی در مجموعه ۱۹۹۸ به نام خانواده جدید آدامز نیز دیده می‌شود، جایی که نقش تینگ را دستِ شعبده‌باز و بازیگر کانادایی استیون فاکس ایفا می‌کند. جعبهٔ کلاسیک تینگ تنها در یک قسمت از این مجموعه (بازسازی اپیزود «رومانس تینگ») ظاهر می‌شود؛ در سایر قسمت‌ها، او درون یک کمد زندگی می‌کند که به شکل «خانه‌ای در دل خانه» برای خودش بازسازی شده است.
در نسخهٔ موزیکال، تینگ تنها در ابتدای نمایش ظاهر می‌شود، زمانی که پرده را کنار می‌زند. نقش او را یکی از اعضای گروه بازیگران ایفا می‌کند. در نسخهٔ تور اجرا، پاگزلی در مراسم ازدواج ونزدی و لوکاس، تینگ را روی یک بالش حمل می‌کند، در حالی که تینگ حلقه را در دست دارد.
تینگ در فیلم پویانمایی سال ۲۰۱۹ به صورت یک دستِ جداشده ظاهر می‌شود که در برخی صحنه‌ها ساعتی با یک چشم روی آن بسته شده است؛ همچنین نشان داده می‌شود که او به پاها علاقهٔ خاصی دارد. تینگ در دنبالهٔ پویانمایی سال ۲۰۲۱ نیز حضور دارد، این بار با یک دستکش چرمی بدون انگشت و همان ساعتِ دارای چشم که در مواقع مختلف برای بیان احساساتش استفاده می‌شود، مانند نشان دادن درماندگی با چرخاندن چشم.
تینگ در مجموعهٔ لایو اکشن نتفلیکس در سال ۲۰۲۲ با عنوان ونزدی، توسط ویکتور دوروبانتو ایفا شده است. برای بهبود ظاهر تینگ از گریم شامل بخیه‌ها و نشانه‌ها استفاده شد. در طول فیلم‌برداری، دوروبانتو با پوشیدن لباس آبی پنهان می‌شد. زبان حرکتی تینگ همان روز فیلم‌برداری ابداع می‌شد. در برخی برداشت‌ها به جای دستِ دوروبانتو از یک دستِ جانشین استفاده می‌شد. پس از هر برداشت، با کمک جلوه‌های ویژهٔ رایانه‌ای (CGI) تغییرات لازم روی تینگ اعمال و بدن دوروبانتو حذف می‌شد و پوستِ بالای مچ تینگ به صورت دیجیتال ساخته می‌شد. گومز او را مسئول مراقبت از ونزدی هنگام حضورش در آکادمی نورمور می‌کند، اما ونزدی او را مجبور می‌کند که در حل معماهای مدرسه و شهر جریکو به او کمک کند.